# Darla Haun
Darla Lynn Slavens Haun (Los Angeles, 10 de novembro de 1964) é uma atriz estadunidense. Darla se tonournou famosa por protagonizar infomerciais na década de 1990 e por seus trabalhos em filmes como Drácula - Morto Mas Feliz, Uma Noite Mais que Louca e Red Snow.

## Carreira
Darla era uma presença regular no programa "The Tonight Show with Jay Leno", participando de uma variedade de esquetes. Além disso, ela já foi apresentadora de infomerciais, foi artista de comerciais e de locução e profissional de vendas na indústria de publicidade. Ela se formou na Universidade de Santa Monica com um mestrado em psicologia espiritual e é ativa em causas comunitárias.

### Cinema
- (2011) The Pool Boys
- (2011) Take Me Home Tonight
- (2001) Totally Blonde
- (1998) When Passions Collide
- (1995) Dracula: Dead And Loving It!
- (1991) Red Snow

### Televisão
- (2000): Son of the Beach - Mary
- (2000): Power Rangers Lightspeed Rescue - Heather's Mom
- (1997): Sunset Beach - Connie
- (1995): Night Stand
- (1993): Married People, Single Sex - Fran

## Vida pessoal
Darla cresceu em San Pedro, uma cidade litorânea em Los Angeles. Foi casada com Kim Haun, de quem herdou o nome artistico e atualmente está casada com Allen Pacheco, assumindo o nome de Darla Haun-Pacheco.